# Ammersee
Ammersee este un lac glaciar de apă dulce din Bavaria superioară (Germania), la aproximativ 35 de kilometri sud-vest de München. El este după Lacul Starnberg și Chiemsee al treilea lac ca suprafață din Bavaria (fărâ Lacul Constanța). El face parte din Țara de cinci lacuri (Fünf-Seen-Land). Aria lui este o zonă neîncorporată cu coastele în districtele Landsberg am Lech (vest), Starnberg (est) și Weilheim-Schongau (sud). Proprietar este statul bavarez.

## Geografie
Cu o arie de 46,6 km², Ammersee este după Lacul Starnberg și Chiemsee al treilea lac ca suprafață din Bavaria (fără Lacul Constanța). El este situat într-un cav glacial, creat de ghețari din epoca de glaciație din Alpi și se întinde într-un bazin alungit de la sud la nord, în extinderea văii râului Amper la nord de Weilheim, fiind cel mai nordic lac prealpin. El are o lungime de ceva mai mult de 15 km de la nord la sud și o lățime maximală de 5,35 km de la est spre vest. Coastele de nord și sud sunt caracterizate prin turbării în imediata apropiere de lac, mai dincolo de păduri mixte. Țărmul de est este plan și cel de vest cu localitatea Herrsching se ridică abrupt spre „Muntele Sfânt” (Heiliger Berg) cu mânăstirea Andechs. Afluxul principal este râul Amper, până acolo numit Ammer, cu 16,6 m³/s apă, care drenează o suprafață de 718,7 km², întinându-se până în Alpii Calcaroși precum mai mulți afluenți mici (Dießener Mühlbach, Fahrmannsbach, Fischbach, Kienbach, Kittenbach, Kreutbach, Mühlbach). Singurul efluent  cu 21,1 m³/s este aceiași Ammer, de acum purtând numele Amper până la revărsarea în Isar. Bazinul hidrografic are o dimensiune 993,02 km². Apa are o adâncime de până la 81 m.
Ammersee are o singură insulă mică de 1,7 ha în sud numită Schwedeninsel (Insula Suedezilor), acoperită deplin cu stufăriș, care se transformă actual într-o peninsulă. Ea face parte unei arii protejate  pentru păsări, cu numele Herrschinger Moos, accesul public fiind interzis.
Din cauza sedimentării naturale cu materiale organic Ammersee va fi dispărut în aproximativ 20.000 de ani.
Următoarele comune au un mal cu lacul (numite sunt de asemenea numai cartierele cu acces la lac), începând în sens orar în est cu cea mai mare localitate.
- Herrsching am Ammersee, Districtul Starnberg, cu așezarea Breitbrunn (est până sud-est)
- Fischen am Ammersee, cartier al comunei Pähl, Districtul Weilheim-Schongau,  (sud-est până sud)
- Dießen am Ammersee, Districtul Landsberg am Lech, cu așezările Bierdorf, St. Alban, Rieden și Riederau (sud-sud-vest până vest)
- Utting am Ammersee, Districtul Landsberg am Lech,  cu așezarea Holzhausen am Ammersee (vest)
- Schondorf am Ammersee, Districtul Landsberg am Lech,  (nord-vest)
- Eching am Ammersee, Districtul Landsberg am Lech,  (nord)
- Inning am Ammersee, Districtul Starnberg, cu așezările Stegen am Ammersee și Buch am Ammersee (nord-est până est)

## Istoric

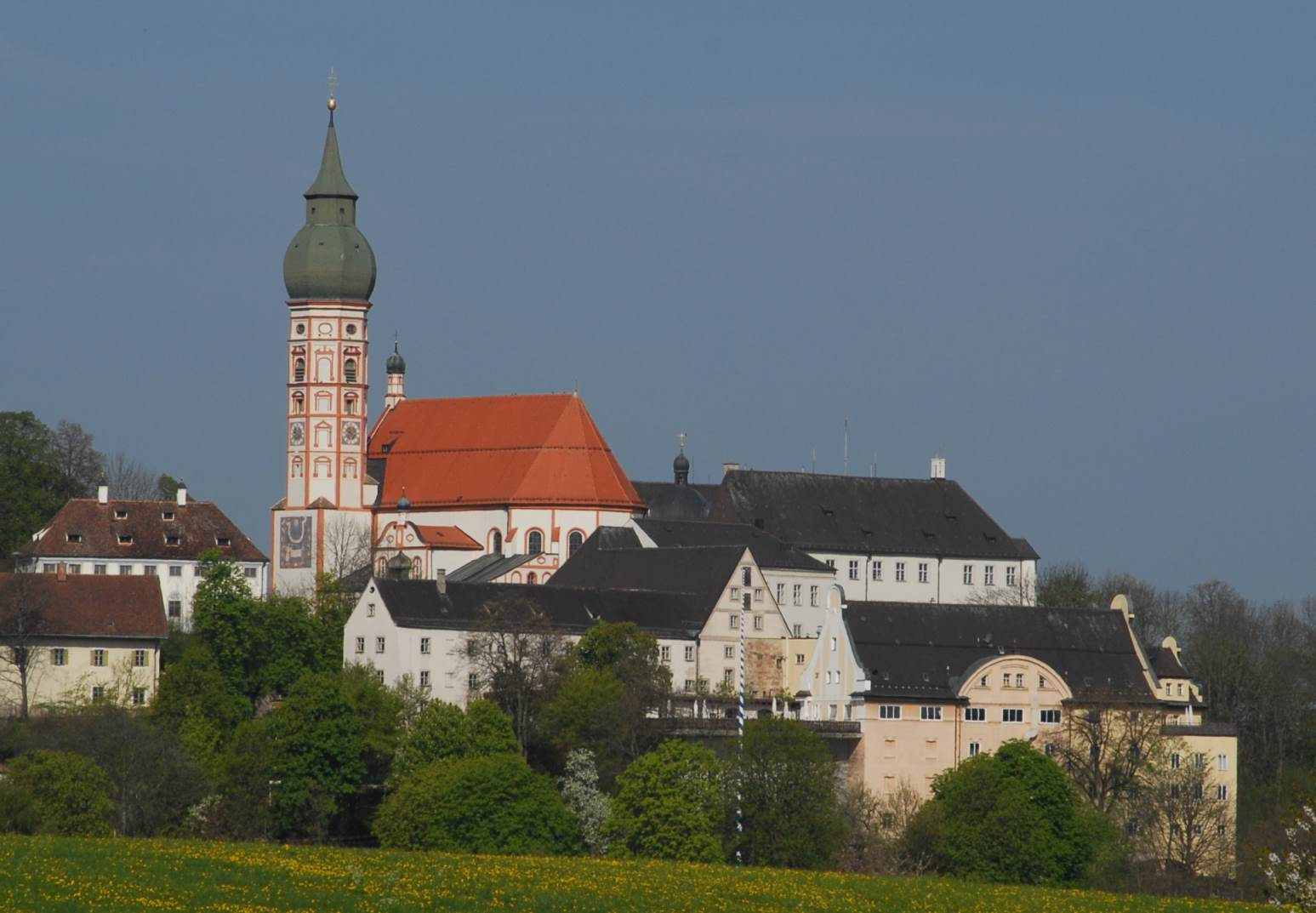
Mânăstirea Andechs

După cronicarul german Johannes Aventinus (1477-1534), zona din Valea Ammer a fost locuită de tribul celtic al Belaunilor mulți ani înainte de Hristos. Regiunea între Isar și Lech în fața Alpilor au fost chemată pe atunci Vindelicia. În jurul anului 14 î. Hr., romanii au cucerit teritoriul și au luat celții capturați. Apoi romanii au construit o stradă de la Verona la Schöngeising, menționată în tradiții vechi sub denumirea  Ambrea. Drumul ei a trecut de asemenea prin așezările Pähl, Fischen, Herrsching, Seefeld și Steinebach. Traseul unei străzi laterale, așa numita Via Claudia Augusta, a trecut prin satul Utting. Lacul a purtat pe atunci numele Ambro Lacus. Cu stabilirea de familii venite din Italia peste acest drum vechi roman, a fost răspândită și credința creștină în această regiune.
Cotropirea regiuni prin hunii în târziul secol al IV-lea d. Hr. a însemnat sfârșitul creștinării. De abia după achiziționarea teritoriului prin familia nobilă a Agilolfingilor din tribul germanic al Baiuvarilor (din 548 Duci ai Bavariei) în prima parte al secolului al 6-lea, credința creștină a revenit, dar mai întâi în forma de arianism (până în 662). După acea au fost inaugurate multe mânăstiri în regiunea prealpină, de asemenea în jurul lui Ammersee. Ctitori au fost mereu conți în slujba ducilor. Prima biserică, consacrată  lui Sf. Gheorghe și dăruită canonicilor augustini a fost fondată de Rathard, conte de Dießen-Andechs în 811 la Dießen. În secolul al 10-lea, biserica acestui colegiu a fost decăzută, fiind reînnoită în 1013 și mutată în centrul de Dießen în 1132.
Renumitul luptător (împotriva ungurilor 947), pelerin și sfânt Rasso von Andechs (n pe la 900-d. 15 iunie 954) a adus de la un pelerinaj în Țara Sfântă (949) câteva moaște pe care le-a depus în capela deja existentului castel Andechs. În 1128 contele Berthold al II-lea (d. 1151) a ordonat primul pelerinaj la moaștele din Andechs, iar în 1132 Conții de Andechs și-au schimbat domiciliul lor la Castelul Andechs. După moartea ultimului Conte de Andechs Otto al II-ea în anul 1248, toate proprietățile au venit în mâinile Casei de Wittelsbach și castelul a fost distrus (dar nu bisericuța).
În 1416 capela cu moaștele a fost pusă sub conducerea colegiului din Dießen. Între 1423 și 1427 a fost construită biserica actuală (parțial reclădită și barochizată după marele incendiu din 1669). Pentru a avea grijă de pelerinajele de acolo, ducele Albrecht al III-lea a Bavariei (1401-1460) a predat biserica ordinului benedictin pe 17 martie 1455, ordonând construcția unui complex de clădiri pentru călugări.
Peste toate secolele acest lac cu mulțimea lui de pește a hrănit săracii și bogații. Dar după retragerea Casei Wittelsbach (ducii rămânând însă proprietari) a rămas mai mult sau mai puțin în mâinile poporului. Astfel Ammersee a fost poreclit „Lacul Țăranilor” în antagonism  cu Lacul Starnberg = „Lacul Principilor”. Poate de acea, primul vapor cu aburi a fost dus pe cale în 1879 - deci 28 ani mai târziu decât pe Starnberger See - și deschiderea primei linii de cale ferată a trebuit să aștepte până în 1906 - 52 ani mai târziu decât prima conexiune de la München la Starnberg. Astăzi nu se mai observă aproape nimic de  această dezvoltare „întârziată”. Lacul s-a dezvoltat într-o destinație populară de recreere.
Calitatea apei în anii șaizeci al secolului al XX-lea a devenit foarte proastă printr-o eutrofizare progresivă. Datorită  măsurilor ample de reabilitare  din 1971, cum au fost construcția un inel de canalizare menajeră pentru evacuarea de ape uzate produse în comunele în jurul lacului precum punerea în funcție unei stație de epurare la Eching și renovarea celei în bazinul răului Ammer, calitatea apei a fost îmbunătățită în mod semnificativ. Astfel în lac trăiesc din nou multe specii de pește (32) ca de exemplu anghilă europeană, babușcă, biban european, Caracudă, Clean, Coregonus bavaricus (de: Renke), crap, lin, mihalț, păstrăv de lac, plătică, Roșioară, Salvelinus alpinus var. profundus, somn, știucă) sau Văduviță 
Din 2008, bucuria familiilor de pescari comercianți, stabilite de secole în regiune, este din ce în ce mai scăzută, pentru că cotele de captură sunt în descreștere, pe de o parte din cauza apei prea limpede cu prea puține substanțe nutritive, pe de alta, pricinuită invaziei cormoranilor în aria protejată în sudul lacul care decimează numărul de pește evident (până la 20 %), vânătoarea pe ei (încă) nefiind dată liberă. Periclită est în special specia Coregonus bavaricus.

## Obiective turistice în apropiere (selecție)
- Herrsching: Parcul de cură cu micul palat Scheuermann, promenada lungă cu multe oferte culinare și strada de ceramice, Andechs (vezi mai sus)
- Fischen: Aria protejată (numai cu conduceri)
- Dießen: Biserica Sf. Maria, construită de Johann Michael Fischer (1732-1739), parcul Schaky
- Utting: Casa artiștilor Gasteiger (1913) cu parc și muzeu, fortificație celtică (200 î. Hr.), părți ai străzii romane Via Augusta (sec. I)
- Schondorf: Biserica în stil romanic Sf. Jakob, construită 1150
- Greifenberg: Castelul Greifenberg din secolul al XIII-lea (la 2 km de lac)[12]
- Inning: Biserica Sf. Ioan Botezătorul (1767), pe lângă ea „Casa Împăratului” (Kaiserhaus), unde Henric al II-lea al Sfântului Imperiu Roman a locuit înaintea campaniei împotriva Italiei pentru un anumit timp, începând cu ziua de 15  noiembrie 1021.

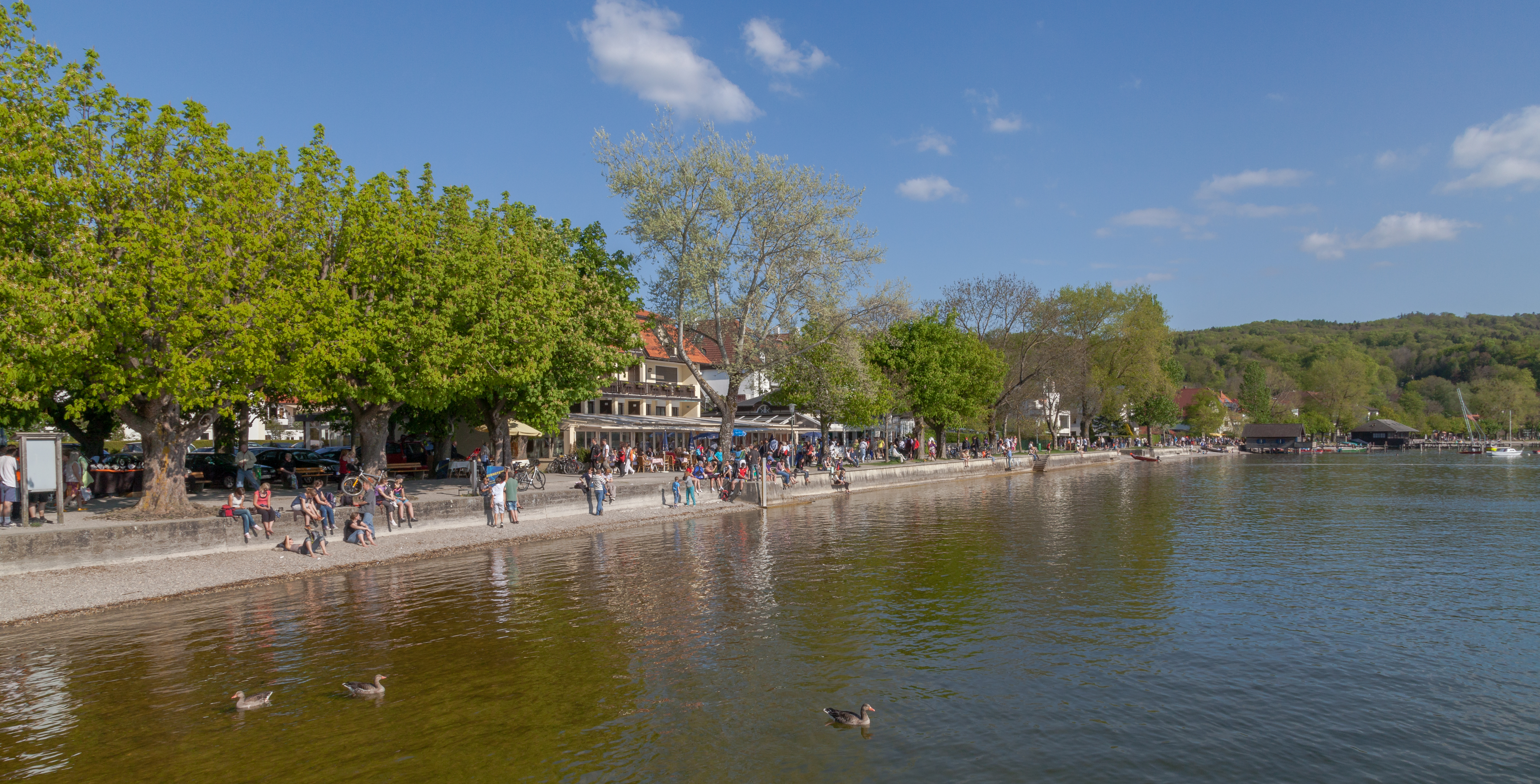
Herrsching, promenada 1
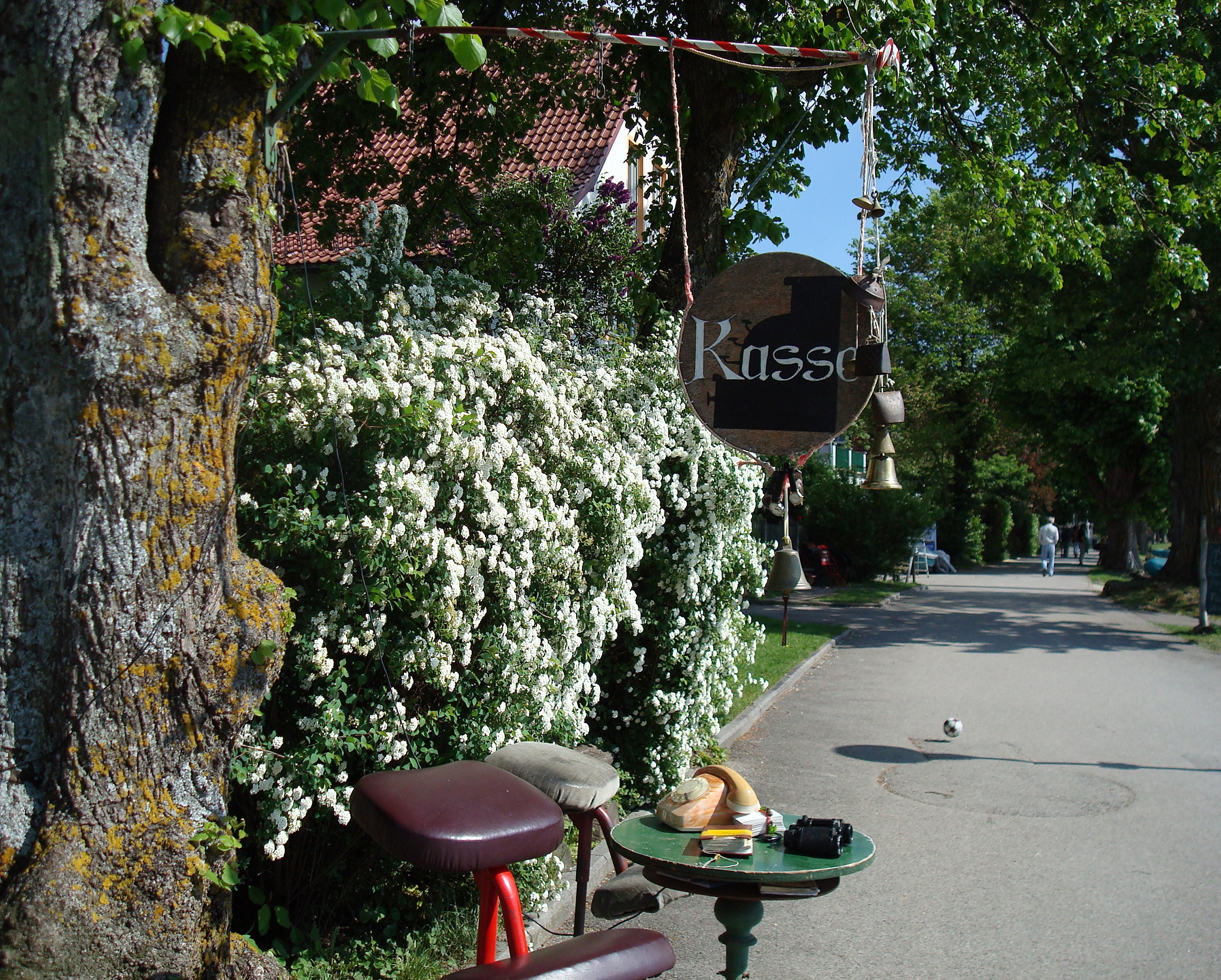
Herrsching, promenada 2
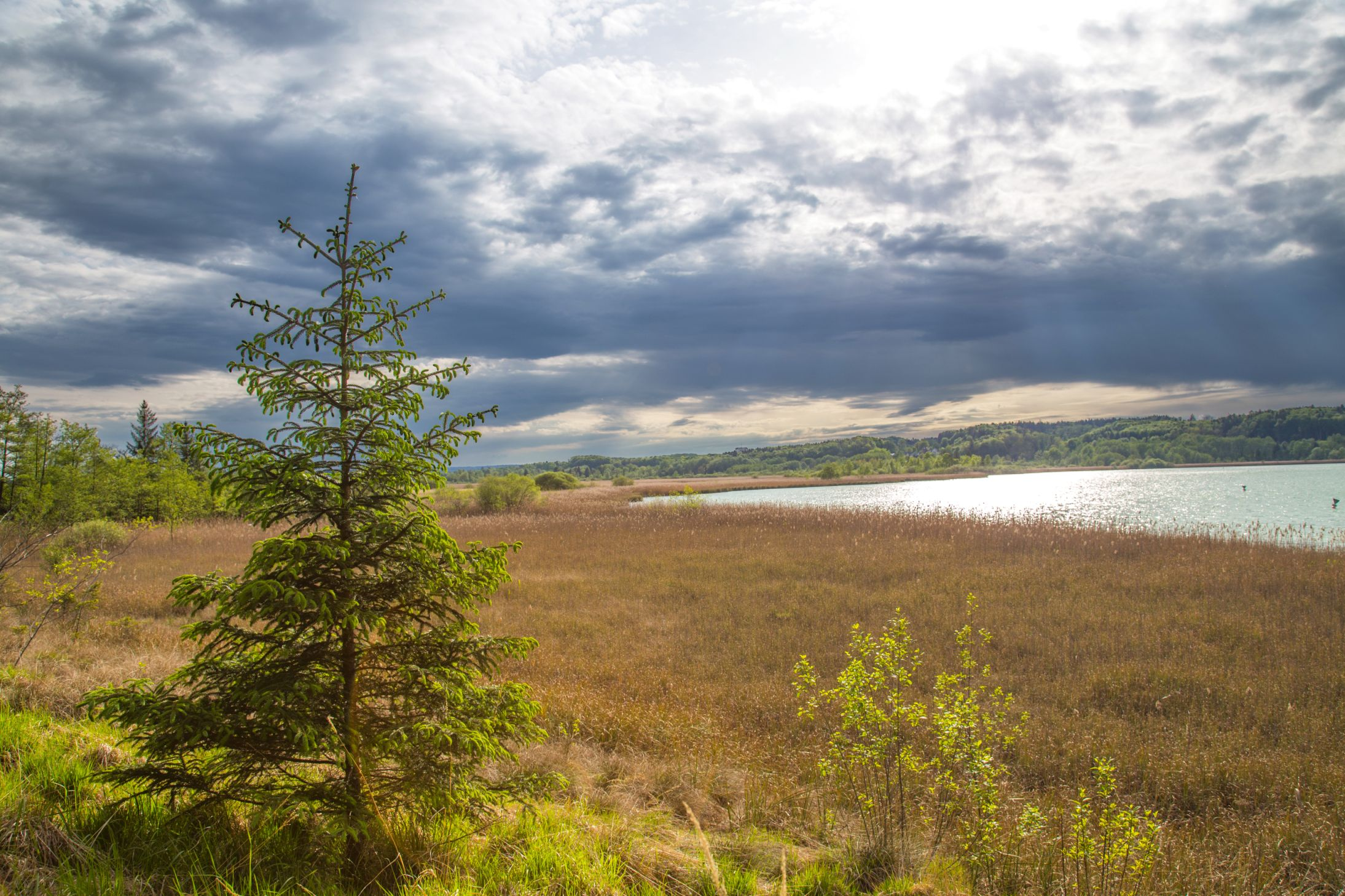
Fischen: Aria protejată
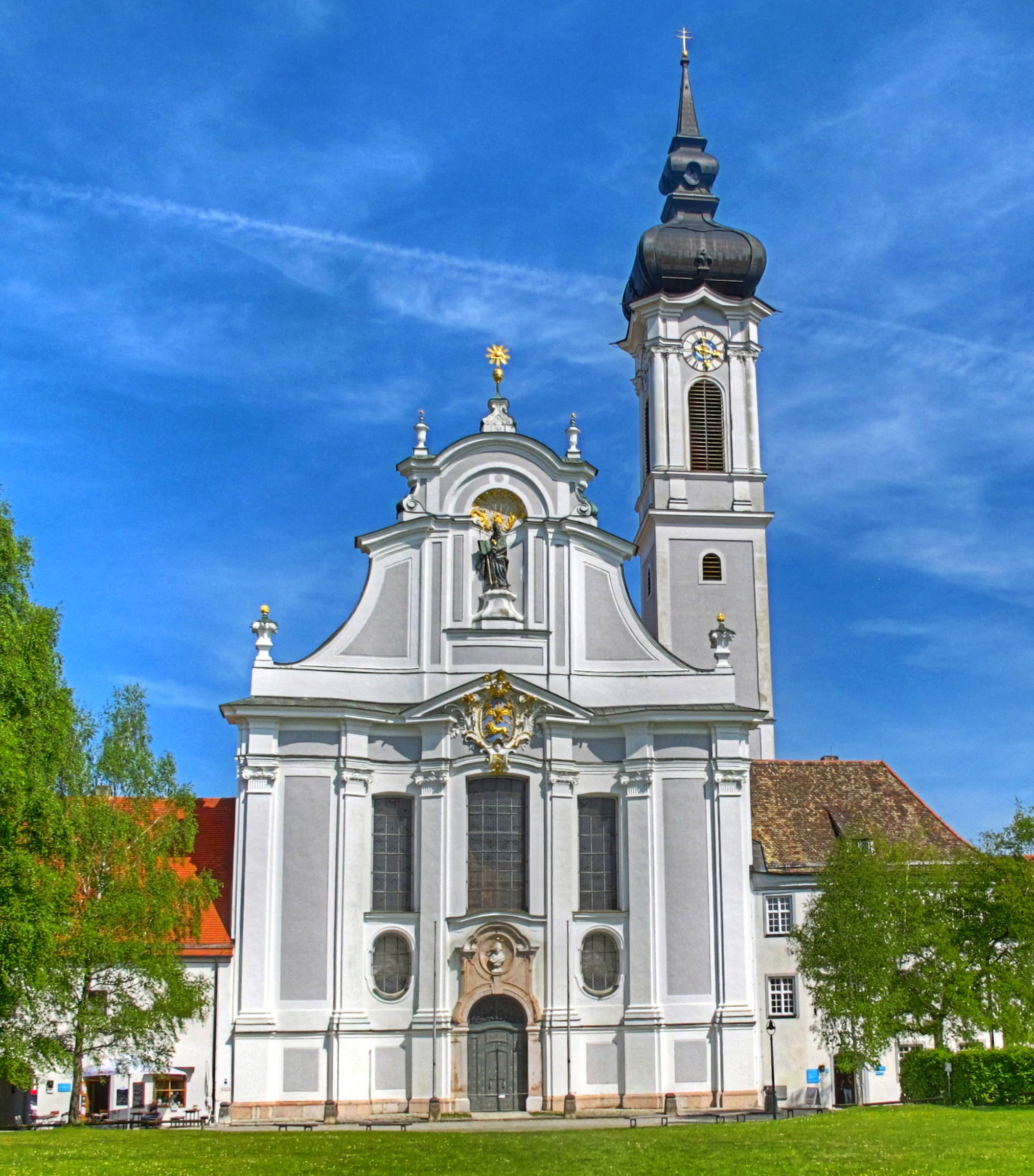
Dießen: Marienmünster (Biserica Sf. Maria)
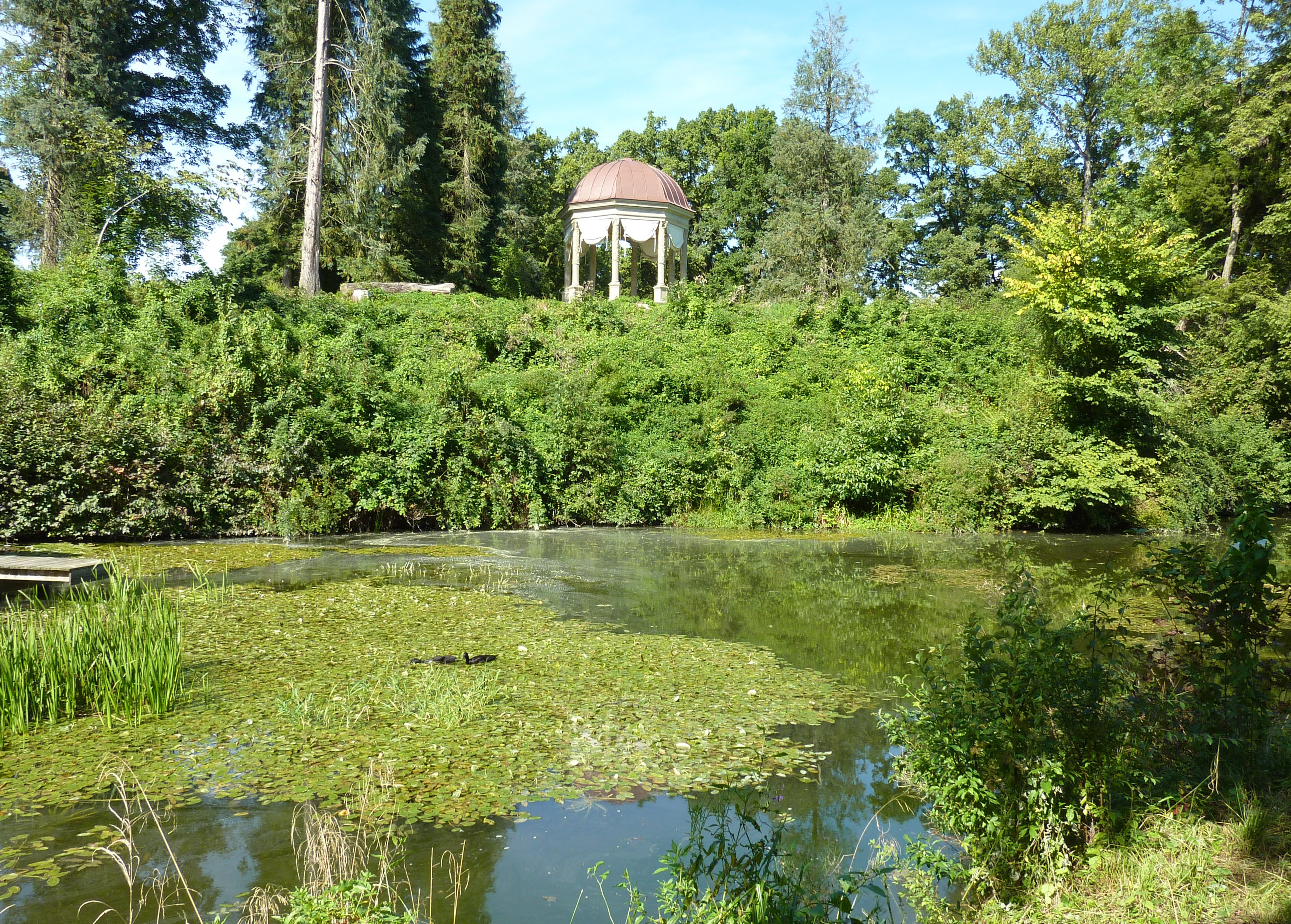
Dießen, Parcul Schaky, Monopteros
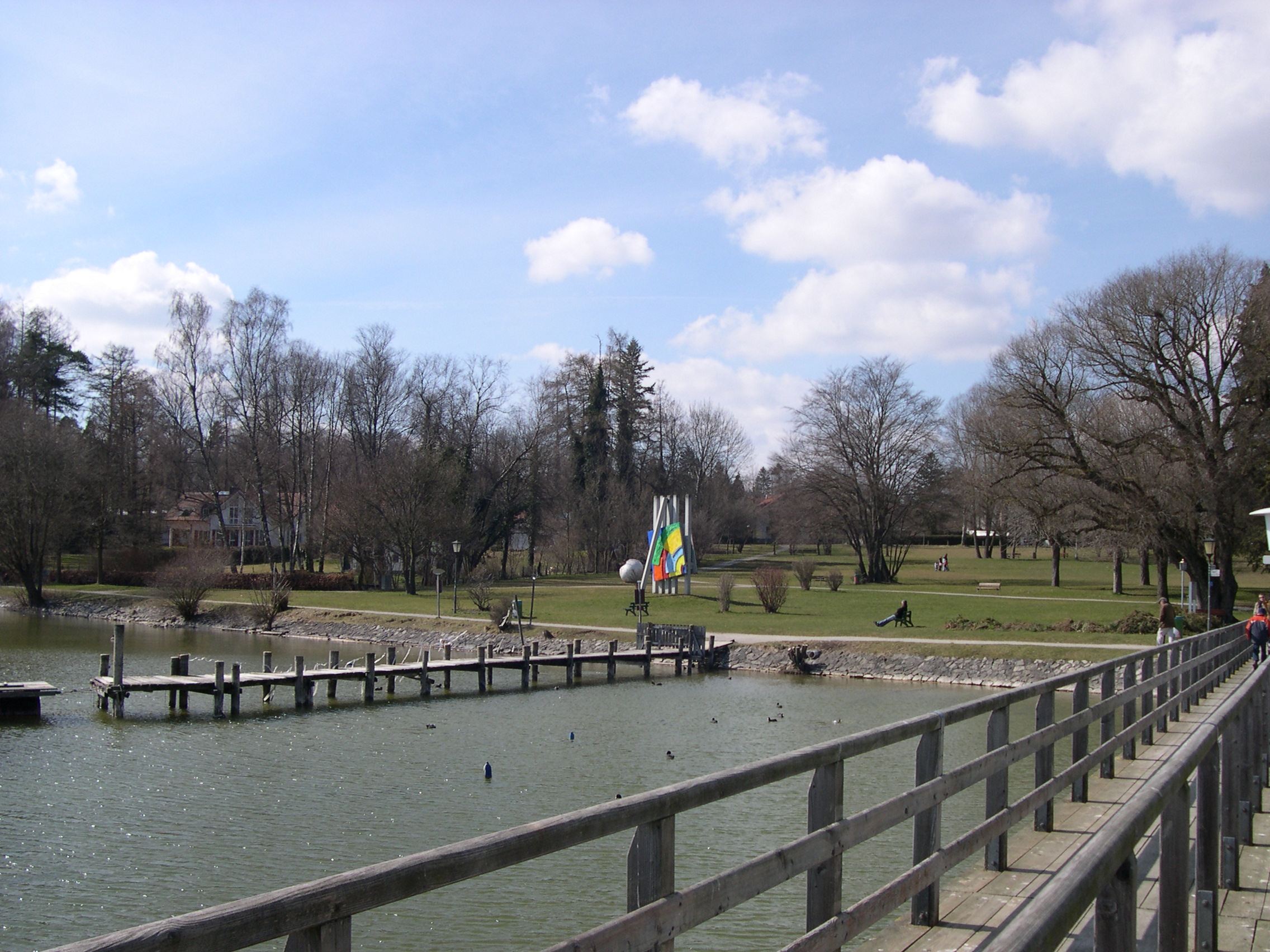
Utting, parcul
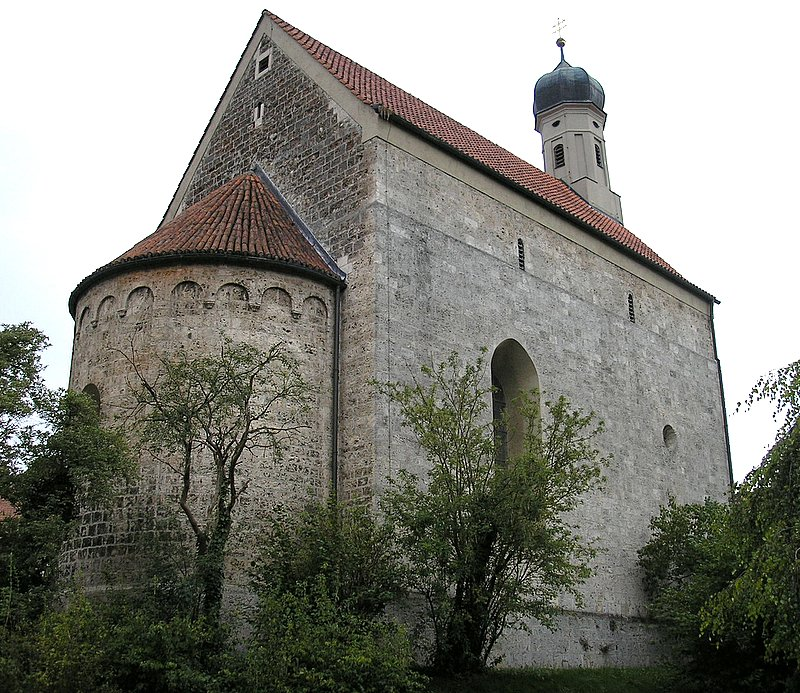
Schondorf, Sf. Jakob
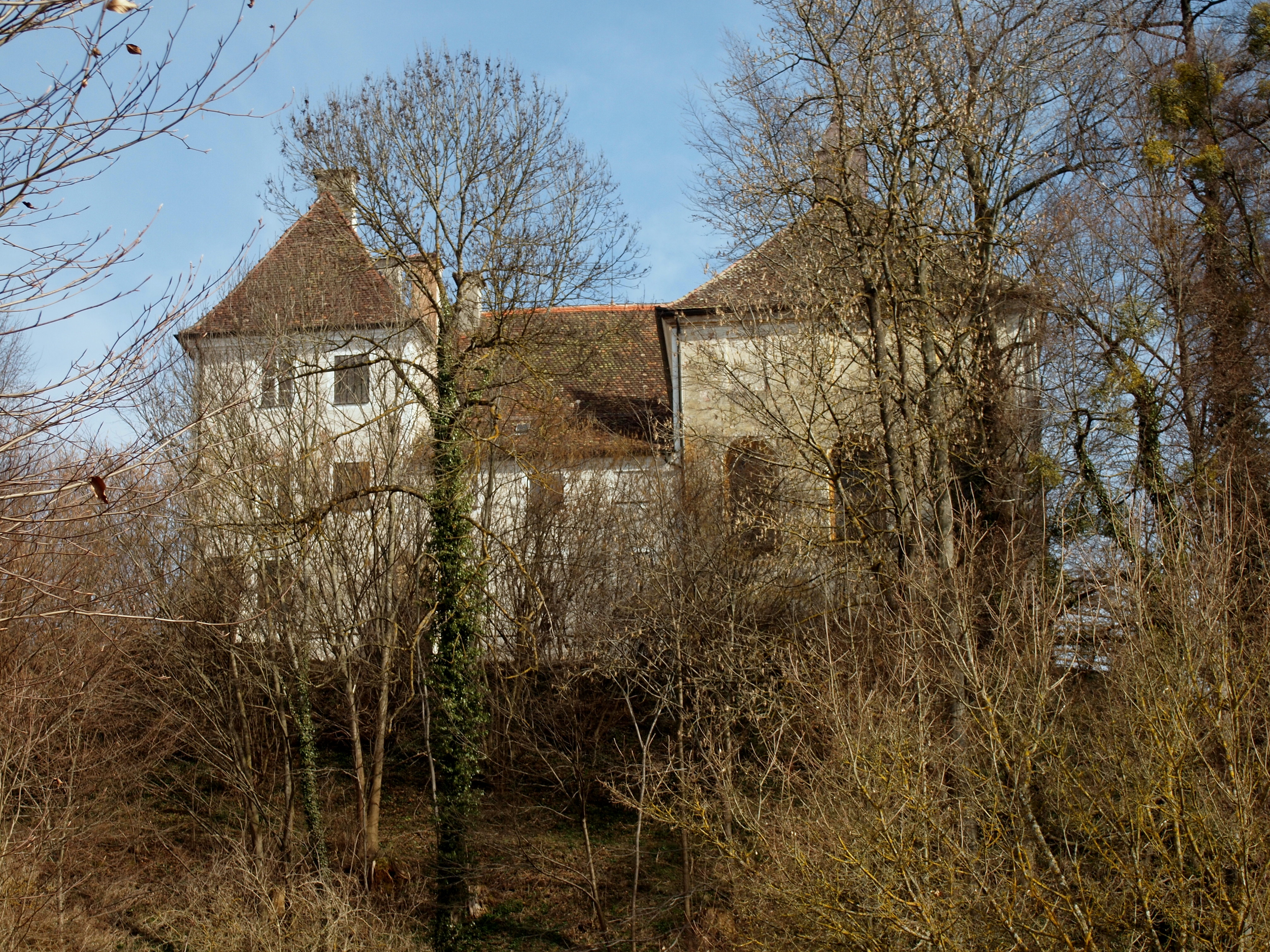
Greifenberg, Castelul Greifenberg
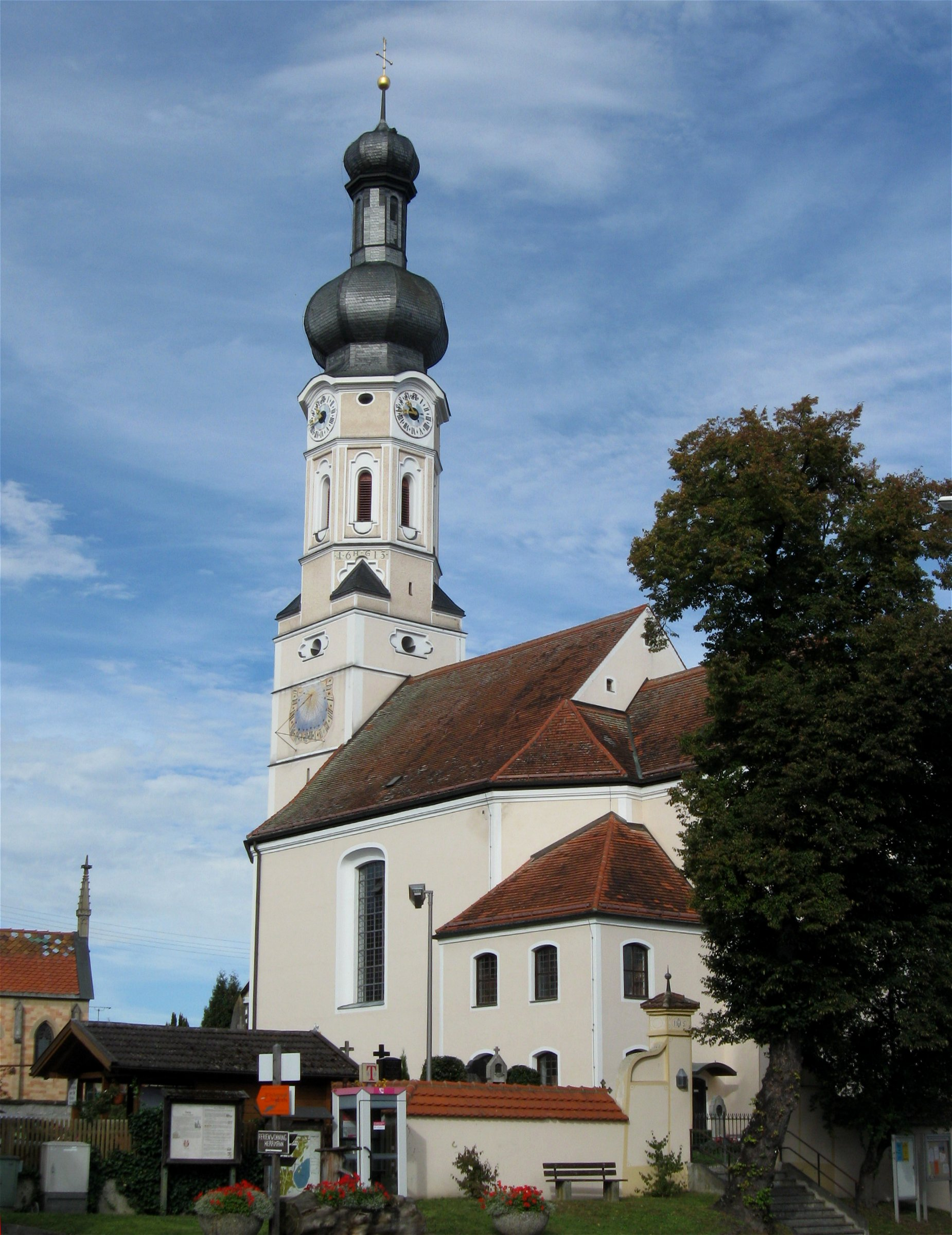
Inning: Parohia Sf. Ioan Botezătorul
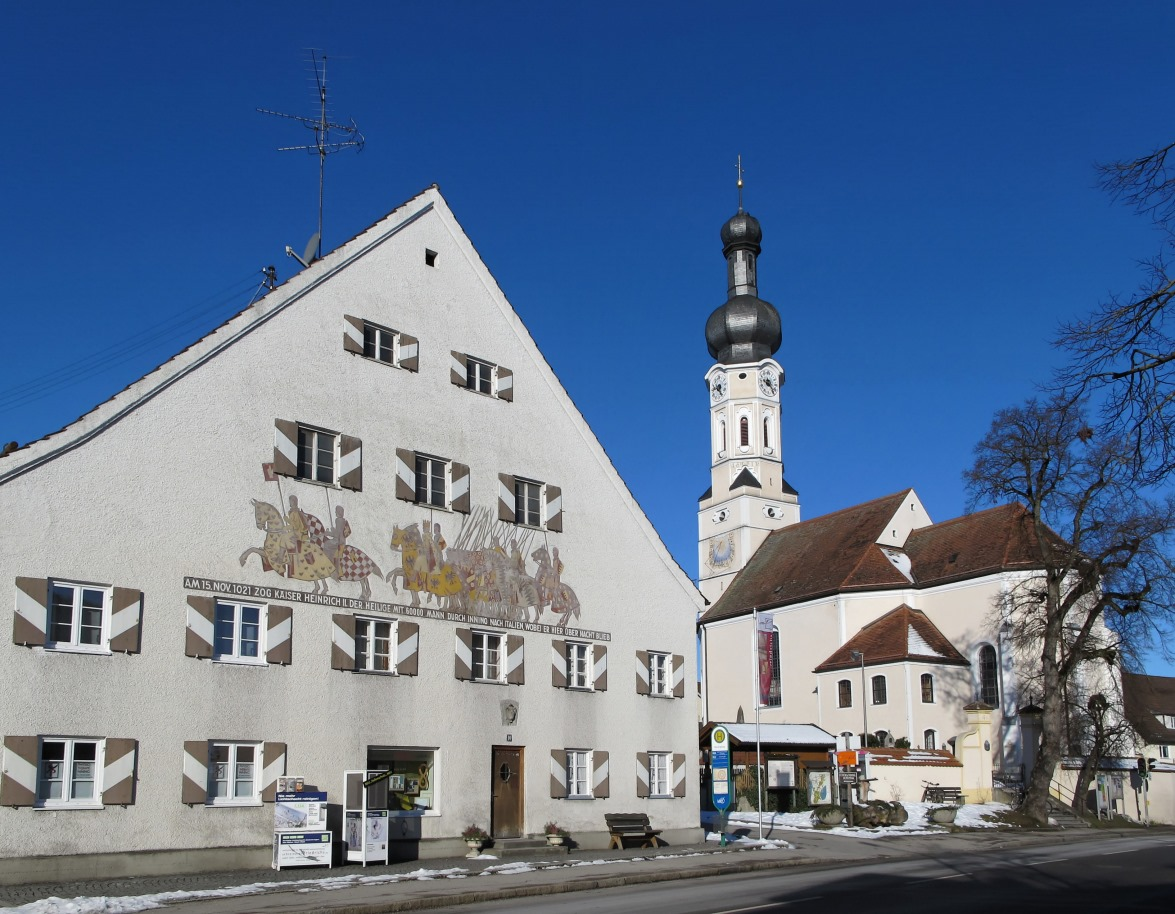
Inning, casa împăratului

## Recreere și sport
Lacul reprezintă o zonă importantă de recreere și sport, în special pentru locuitorii capitalei München, deoarece este ușor accesibil cu S-Bahn (tren urban rapid) spre Herrsching (S 8) cu trenul spre Dießen, sau prin autostrada A96 în direcția Lindau, ieșirea Inning sau Greifenberg, dar de asemenea pentru cei din Augsburg, capitala regiunii administrative bavareze Șvabia.
- Pentru drumeți și bicicliști există un circuit mare la și în apropierea apei care trece cu excepții scurte pe teren și drumuri forestiere blocate pentru traficul de autovehicule. Cu excepția biotopului în sud,  malul este complet accesibil.[16]
- De la Herrsching: Posibilitatea vizitei renumitului loc de pelerinaj Andechs cu faimoasa biserică a mânăstirii precum berăria și excelentul restaurant (excursie pe jos ca. 9 km sau cu autobuzul 951).
- Zone de recreere cu plaje de gazon sau pietriș, locuri pentru grătar, terenuri de beach-volei, tenis de masă, boccia, șah în aer liber, cele mai cunoscute în Eching, Herrsching sau Fischen-Aidenried
- Piscine naturale (Schondorf, Utting (cu un turn de 10 m), Stegen (mai ales pentru copii)
- Posibilități pentru sporturi acvatice ca de exemplu scufundare, windsurf, schi nautic,  navigație cu ambarcațiuni cu vele
- Posibilități de pescuit (numai cu licență de pescuit)
- Împrumut de bărci cu vâsle, hidrobiciclete sau electrice
- Vânzare de peste proaspăt sau afumat
- Multe restaurante și cafenele direct pe malul lacului
- Școli pentru windsurf (Herrsching) și navigație (Dießen, Utting)
- Bayerische Seenschifffahrt (Asociația bavareză pentru navigația pe lacuri) operează servicii regulate, circuite turistice și servicii unice excepționale din aprilie până în octombrie cu 4 vase de coastă motor, între altele cu cel mai vechi pe toate lacurile bavareze, vaporul cu zbaturi Dießen din 1908.[17]

## Galerie de imagini

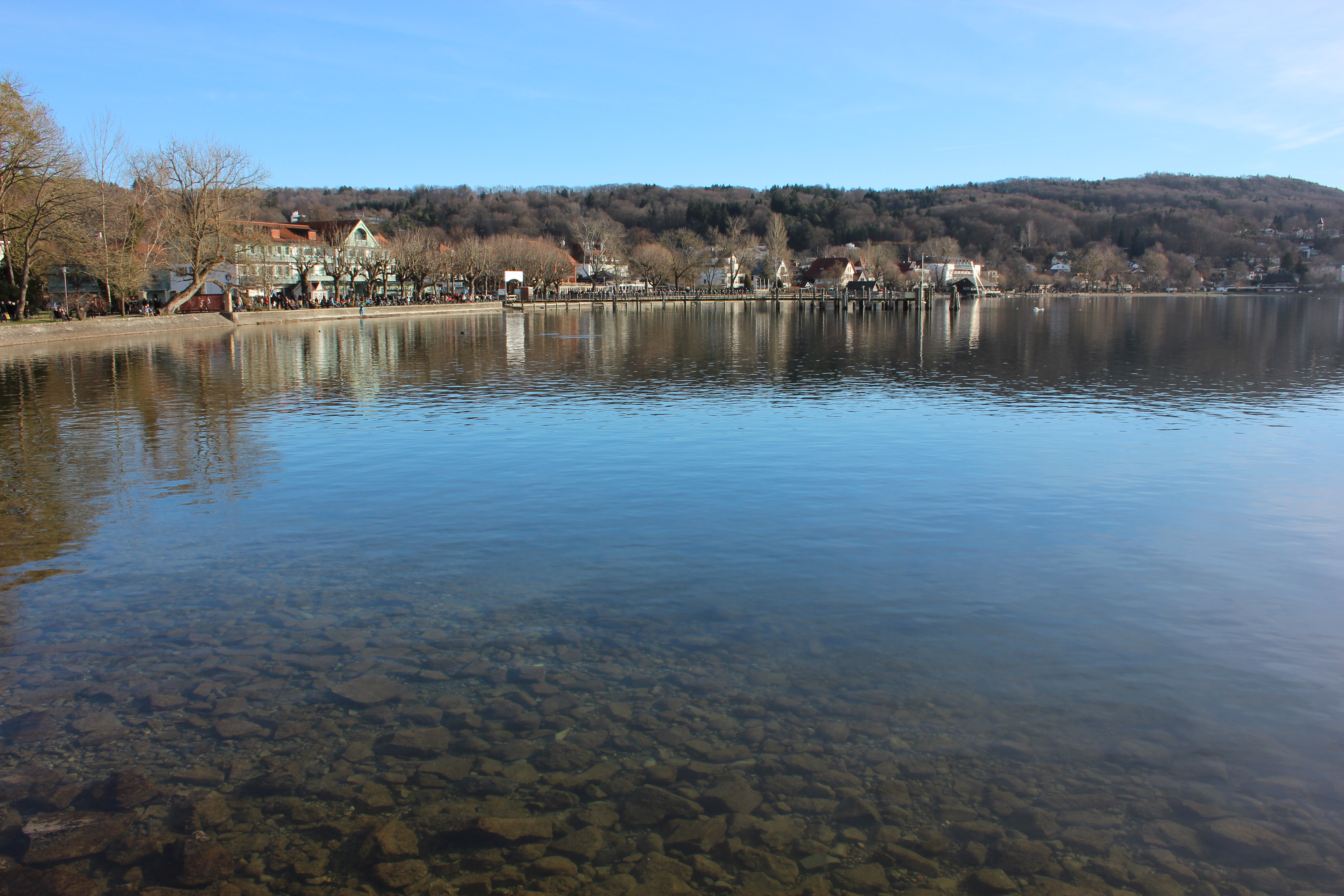
Lacul la Herrsching
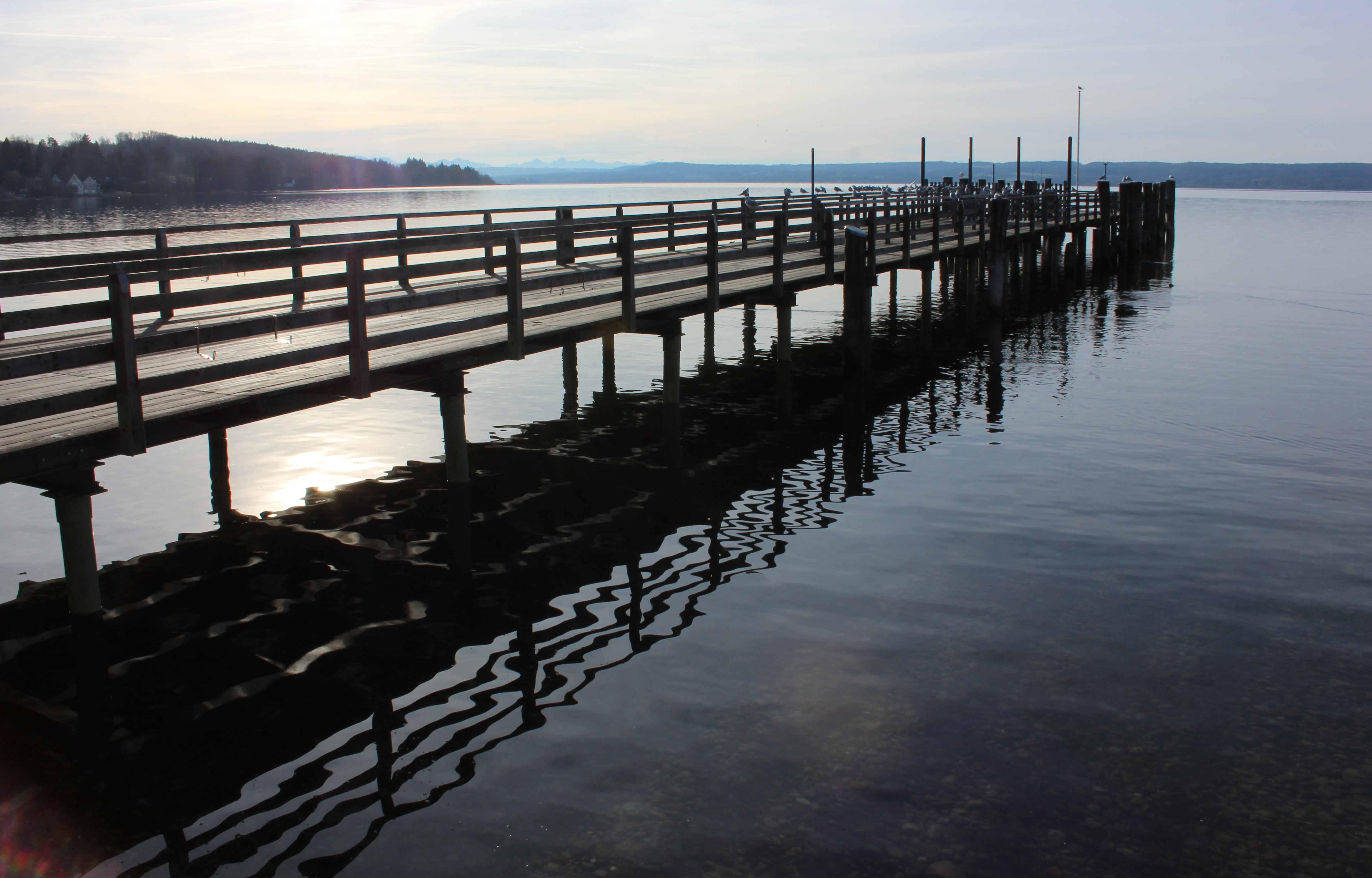
Podețul de îmbarcare la Dießen
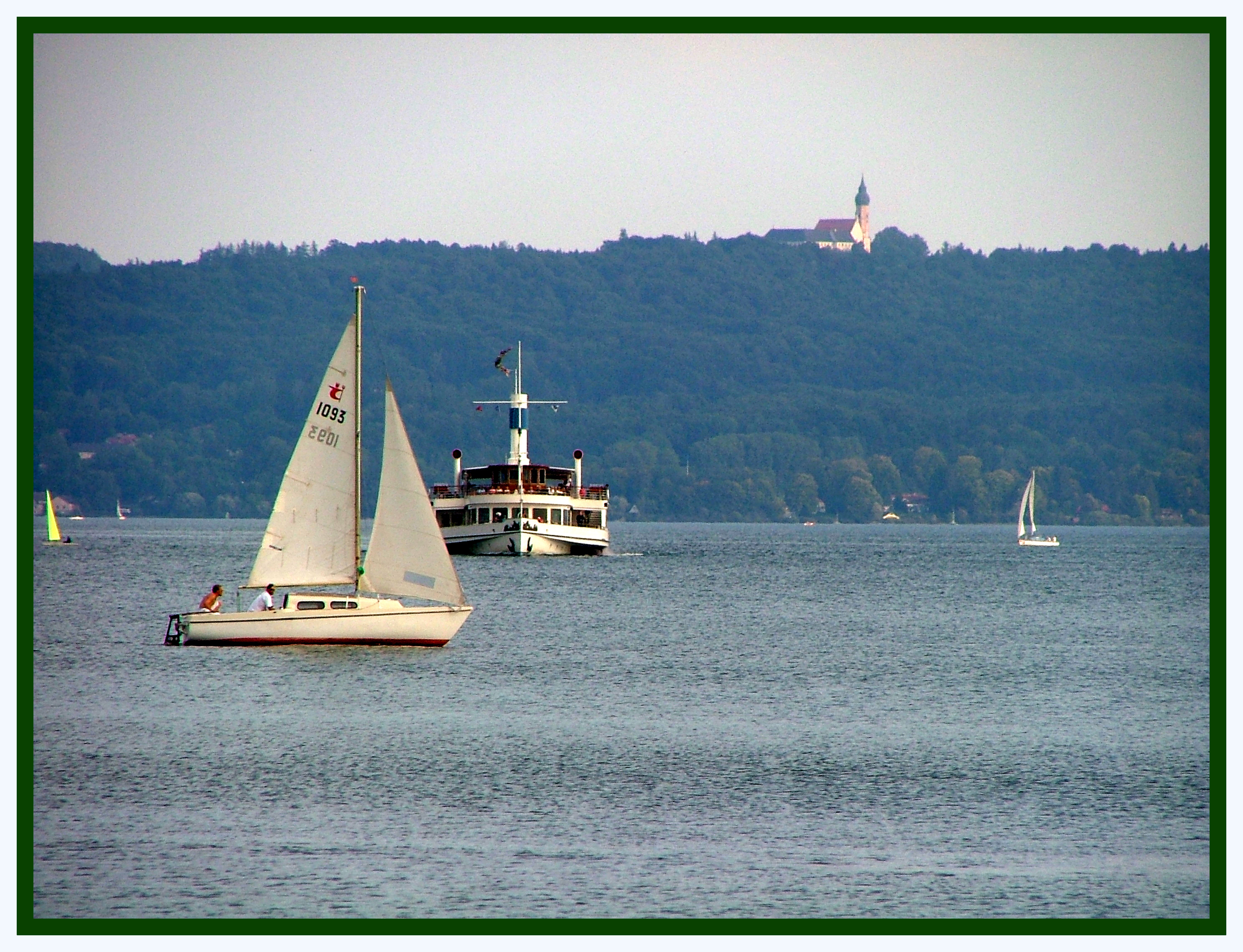
Vedere spre Andechs
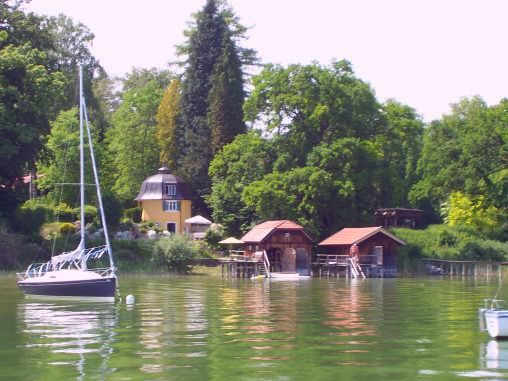
Lacul la Holzhausen
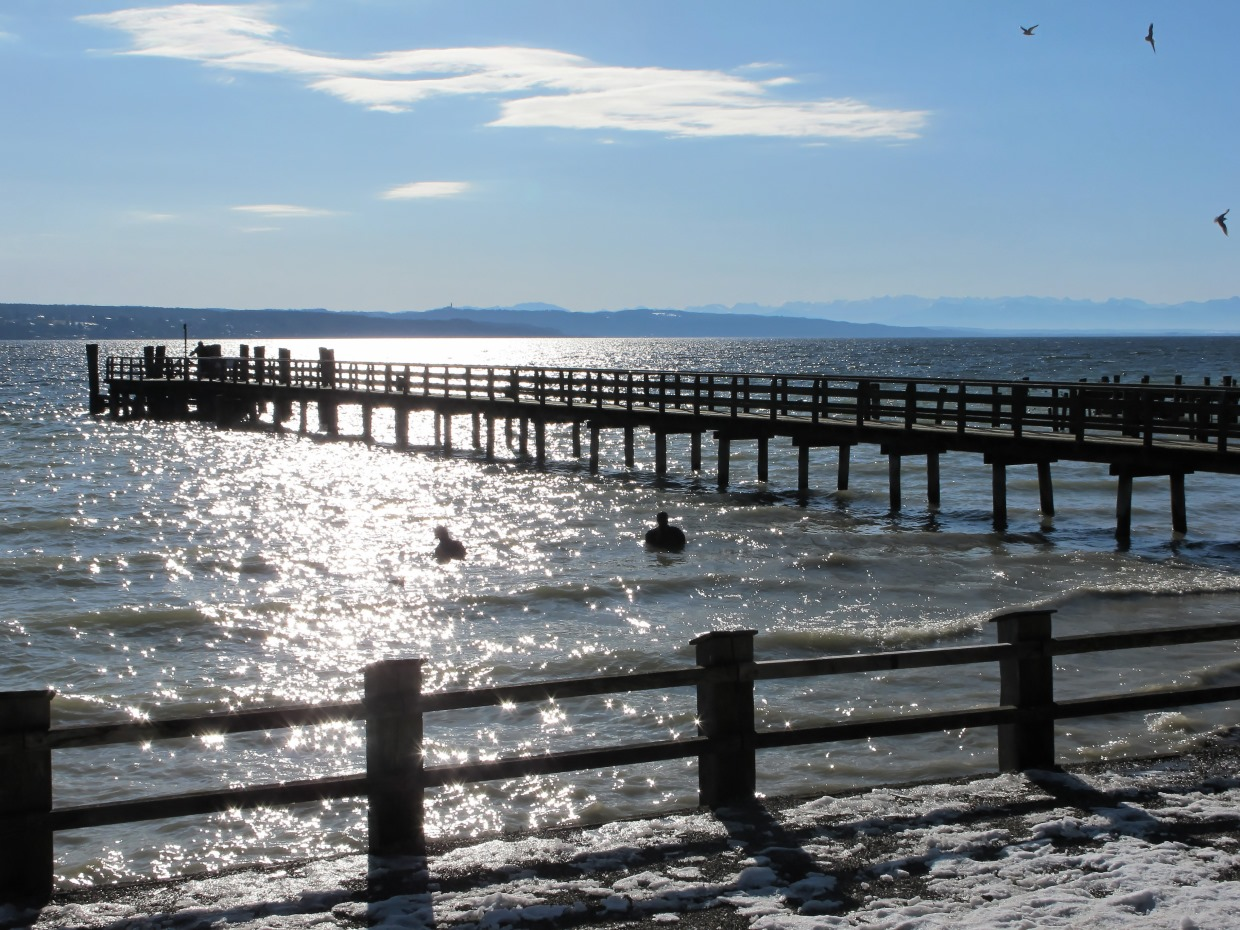
Lacul la Schondorf
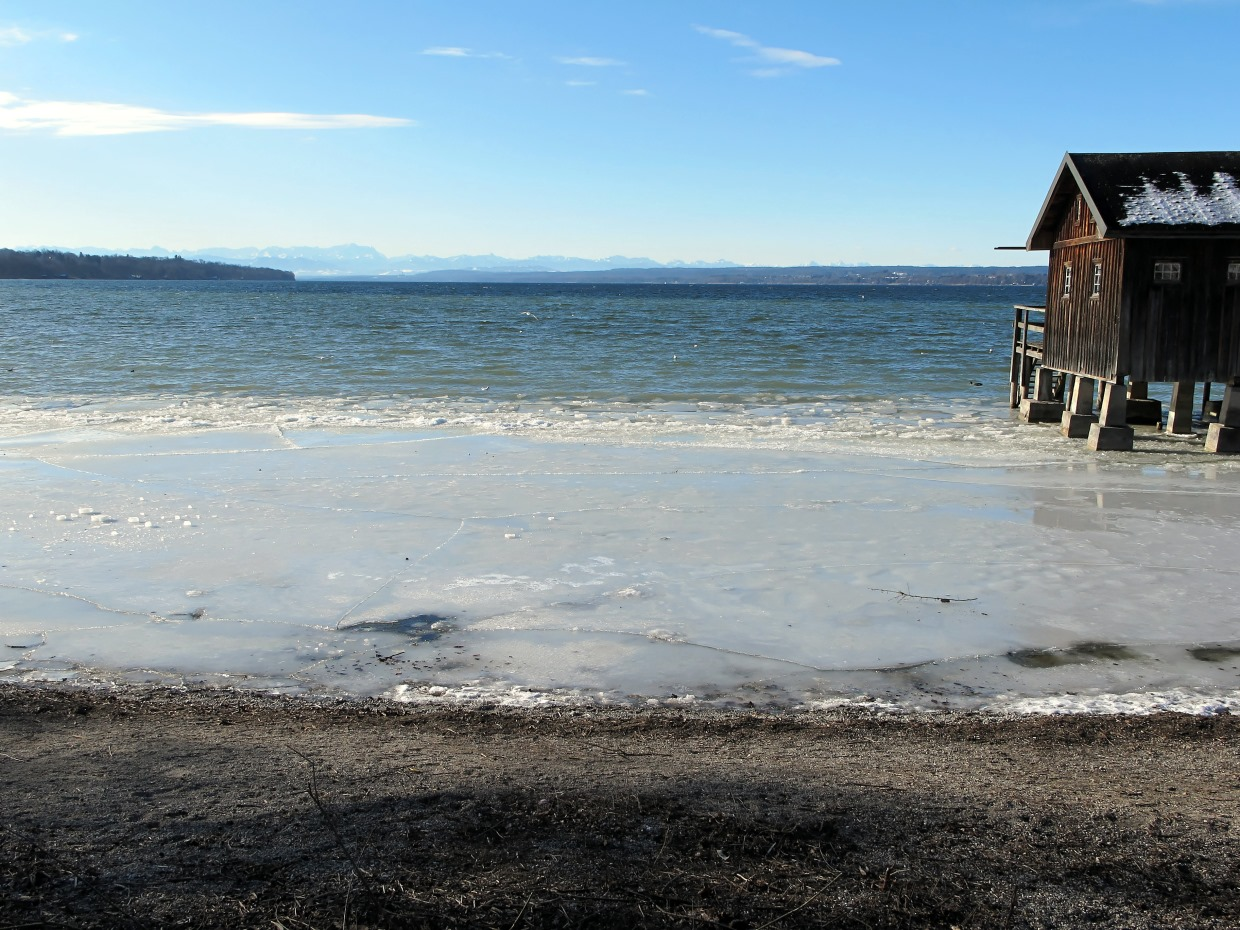
Lacul la Stegen
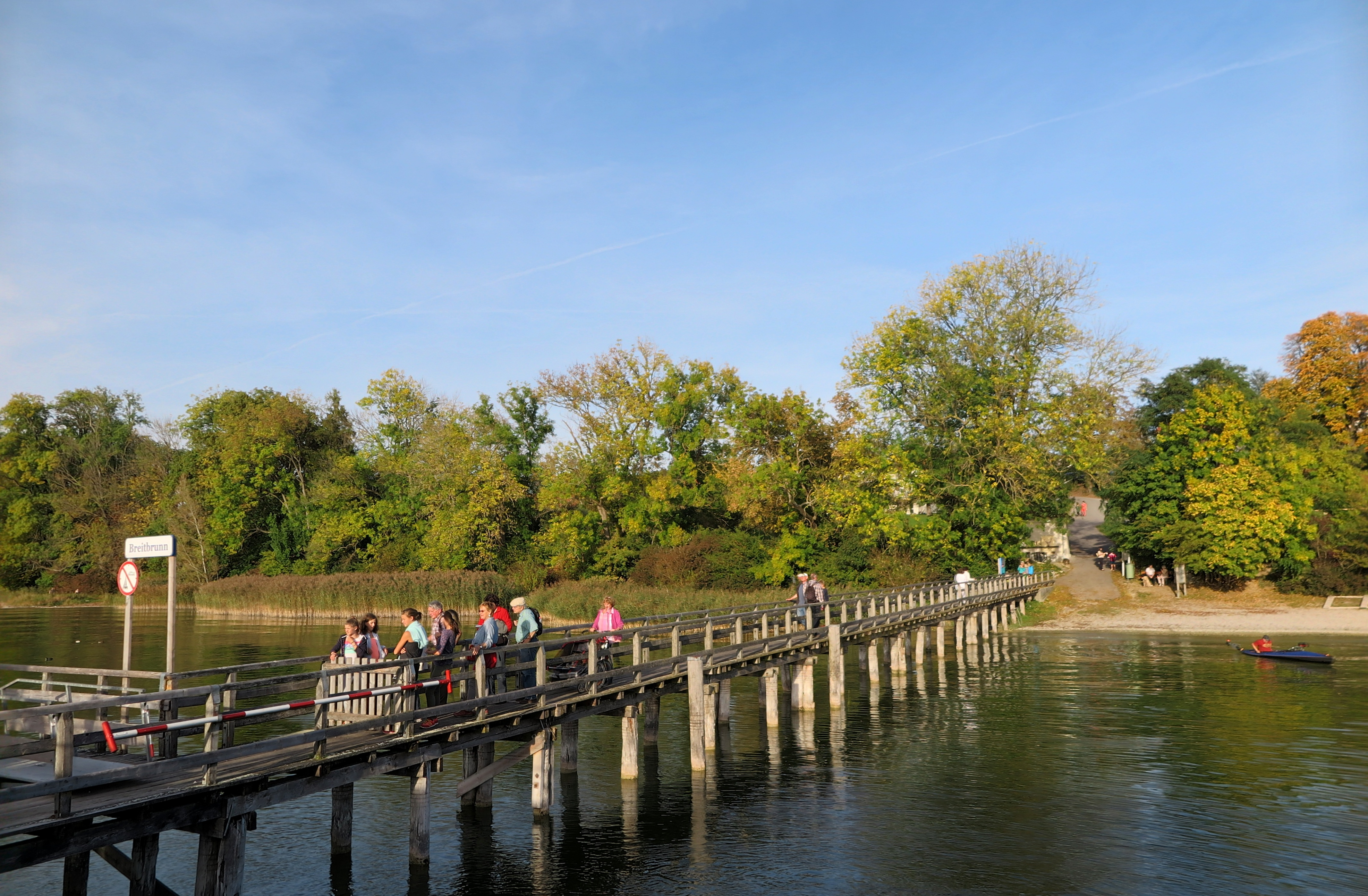
Podețul de îmbarcare la Breitbrunn
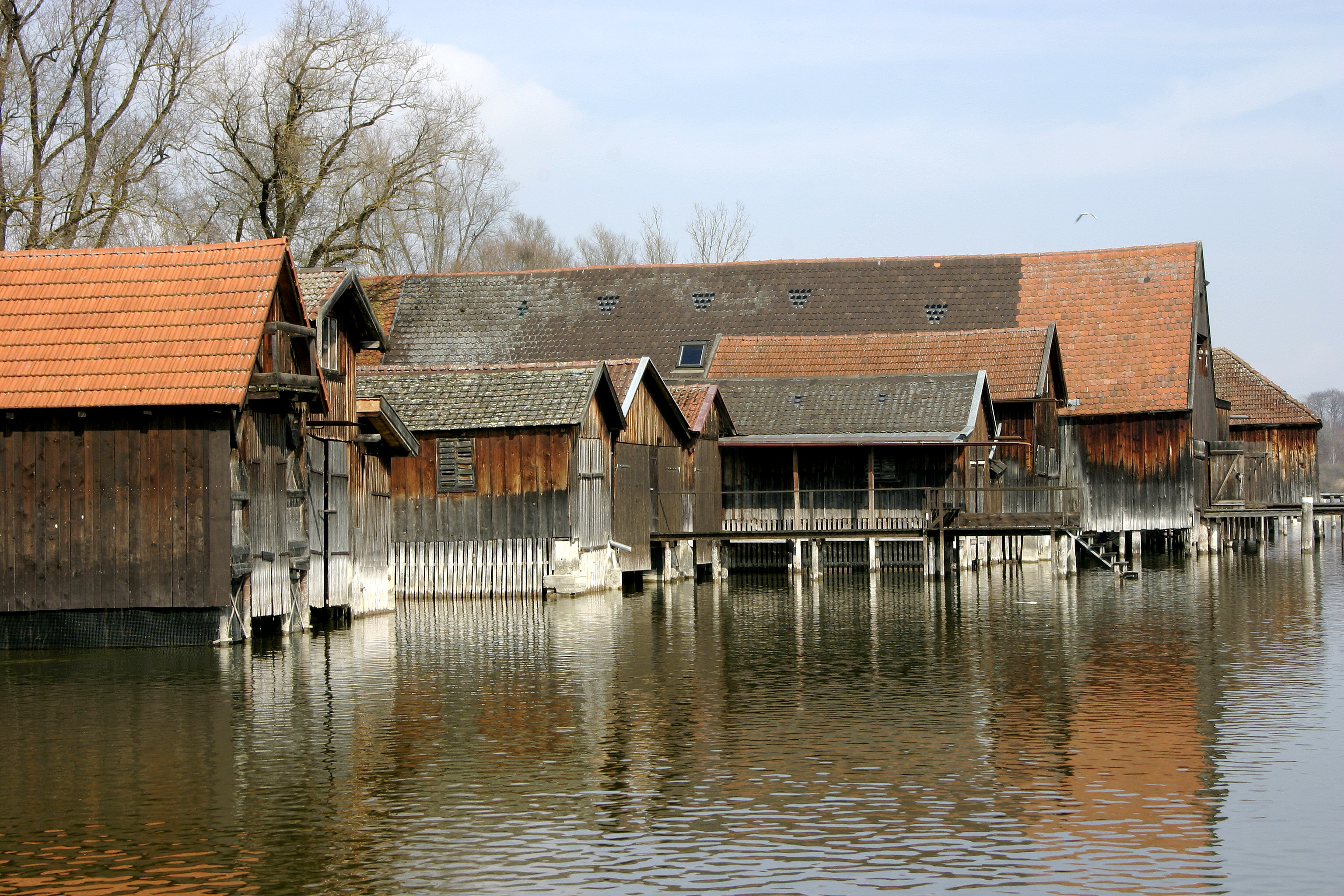
Hangare pentru bărci
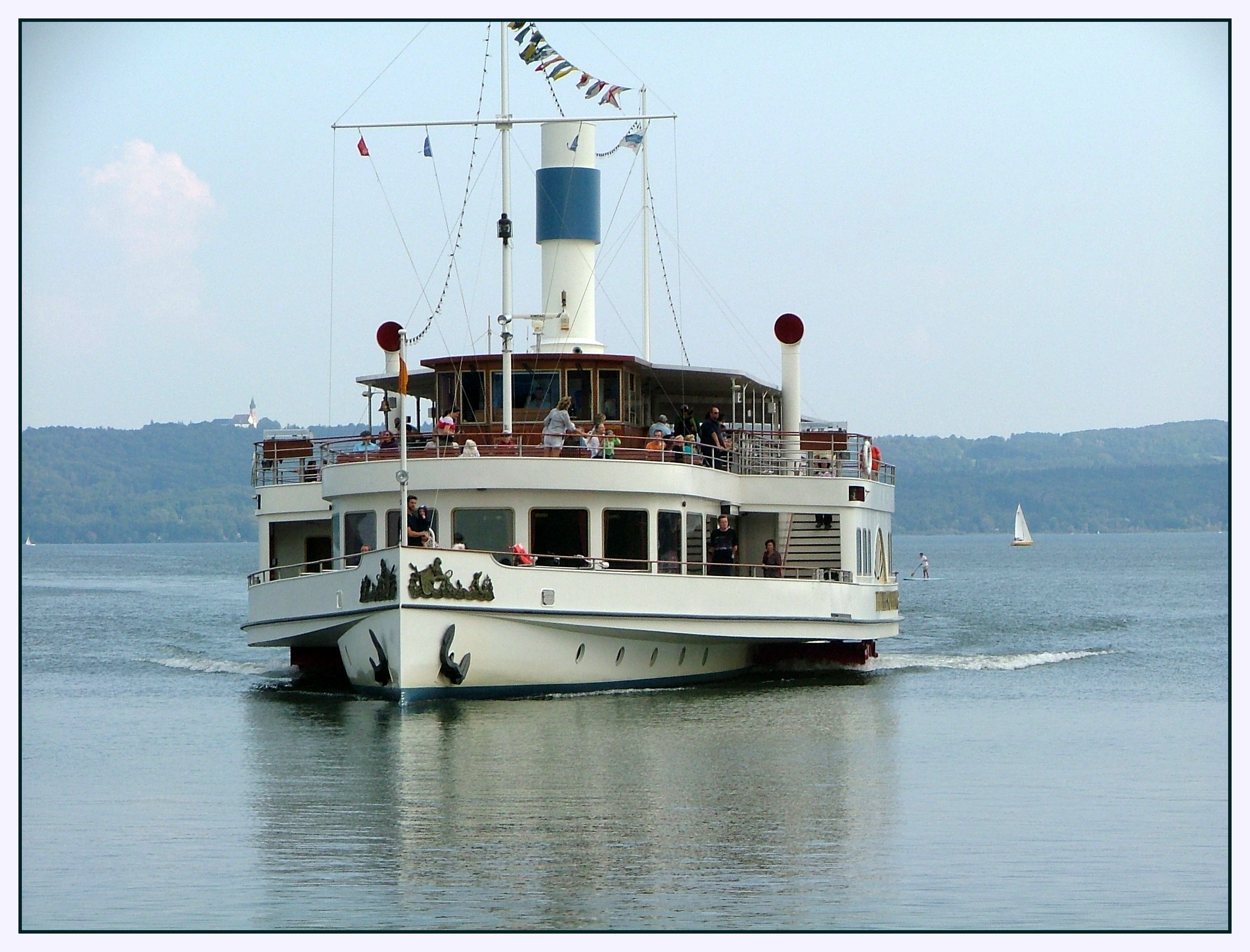
Ammersee – vaporul Dießen
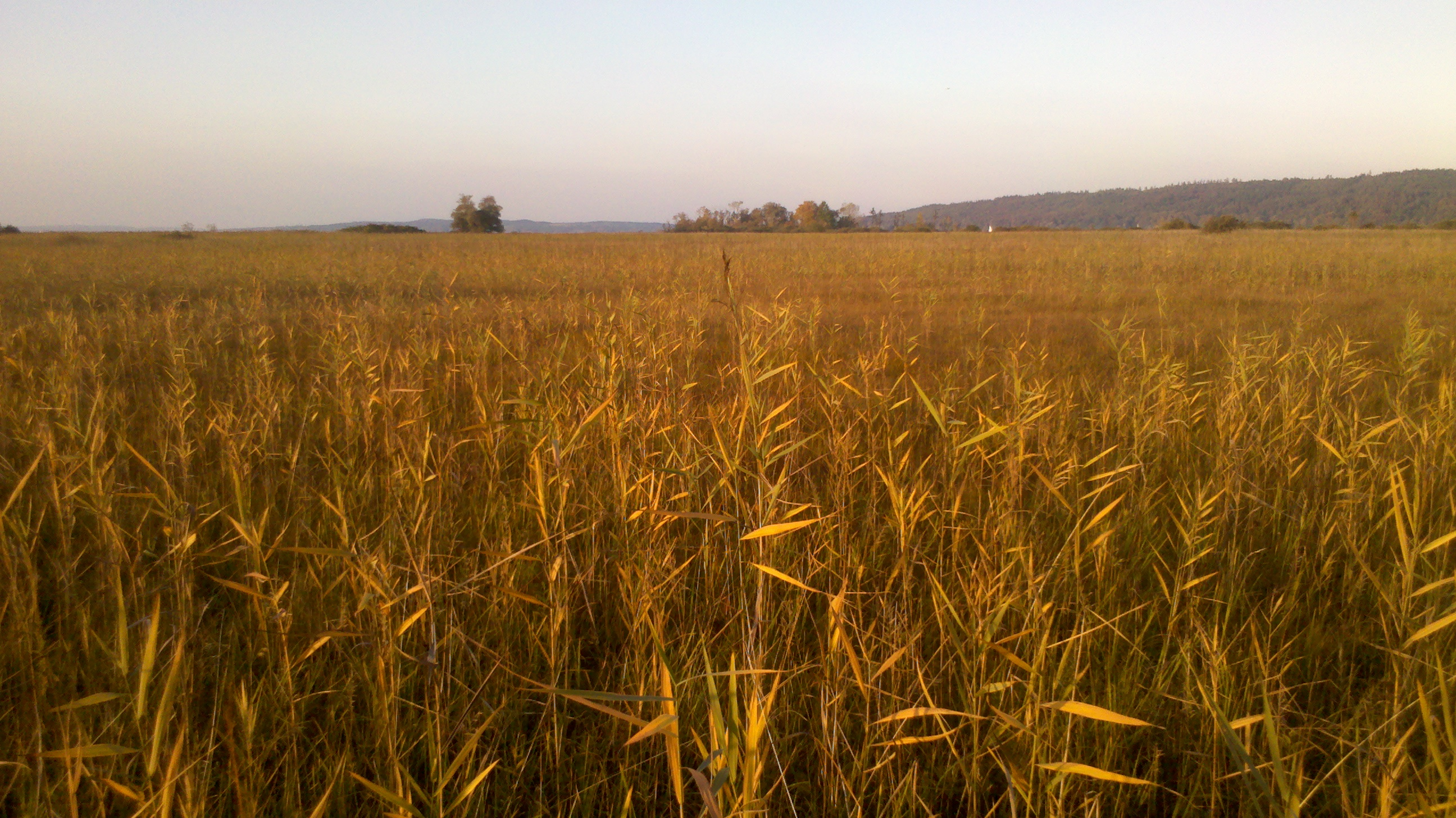
Insula Suedezilor

## Legături externe

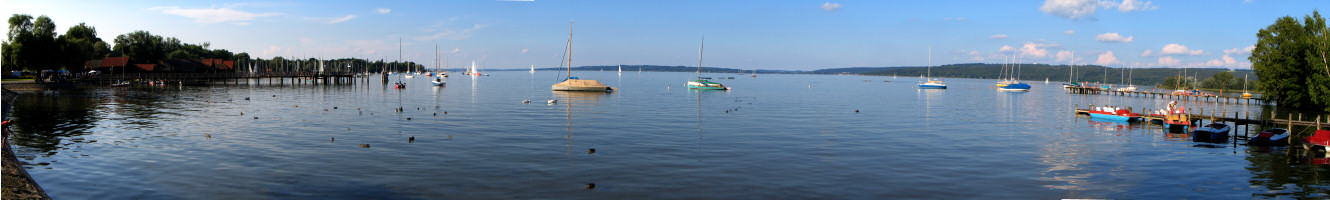
Panorama Ammersee